# Rimons
Rimons é uma comuna francesa na região administrativa da Nova Aquitânia, no departamento da Gironda. Estende-se por uma área de 14,46 km². Em 2010 a comuna tinha 198 habitantes (densidade: 13,7 hab./km²).